# Фосберген
Фосберген (нід. Vosbergen) — старовинний маєток поблизу нідерландського міста Елде, у провінції Дренте. Площа маєтку становить більш ніж 110 гектарів, на яких розбито англійський парк з лісами та ставками. Фосберген є частиною так званого «поясу маєтків Елде», який включає кілька інших маєтків поблизу і визнаний національною пам'яткою.

## Історія
Наприкінці XIX століття маєток з фермою, який до цього мав назву Фоссенберг, придбав Йоганн Зігфрід Краус (1860–1937) із дружиною Вільгельміною Берендіною Краус-Груневельд. У 1890 році вони перебудували колишню ферму у віллу Фосберген (нід. Huize Vosbergen). З тих пір вілла неодноразово перебудовувалася.
У 1937 році помер Йоганн Краус, а у 1949 році — його дружина. Сімейне подружжя поховали у склепі на території маєтку. Після смерті власників у маєтку розташовувався навчальний центр біологічного факультету Гронінгенського університету та благодійне сестринство Nieuw Hoog Hullen, яке влаштувало тут центр для лікування алко-, нарко- та ігрової залежності.

## Музей
У листопаді 2002 року у маєтку відкрився музей історичних музичних інструментів, що базується на колекції, яку протягом шести років старанно збирав цінитель музичних інструментів Дік Ферел та його дружина Рітеке. В експозиції музею — близько 800 експонатів, серед яких є західноєвропейські музичні інструменти (включаючи народні), східні, сучасні автоматичні. Перлинами колекції є давньогрецький авлос періоду 500 року до н. е., єгипетська флейта, виготовлена близько 100 року до н. е., барокові кларнети 1730-х років, офіклеїд.
В музеї влаштовано також сувенірний магазин, чайну кімнату та чайний садочок.
В головному залі музею, який вміщує до 75 осіб, проходять концерти та музичні майстер-класи.
У 2005 році музей отримав Культурну премію від муніципалітету Тінарло.